# Then the music stopped
Then the music stopped is een lied van Pussycat. Het werd in 1981 uitgebracht als single en op hun elpee Blue lights. Pim Koopman loste hier Eddy Hilberts af als producer, die in de voorgaande jaren alle platen van de groep had geproduceerd. Op de B-kant van de single staat Cha cha me baby. Beide nummers werden geschreven door Werner Theunissen.
De muziek begint met een draaiorgel. In de videoclip hebben de begeleidingszangeressen een performance-achtige motoriek in lijn met de bewegingen van de poppen in het draaiorgel. In het lied zijn de muziek en het licht uitgevallen en vraagt de zangeres aan haar geliefde om haar te leiden door de nacht. Ze wil dat de muziek weer gaat spelen en dat hij van haar houdt.

## Hitnoteringen
| Then the music stopped in de Nederlandse Top 40 van 18-04-1981 t/m 23-06-1981 | Then the music stopped in de Nederlandse Top 40 van 18-04-1981 t/m 23-06-1981 | Then the music stopped in de Nederlandse Top 40 van 18-04-1981 t/m 23-06-1981 | Then the music stopped in de Nederlandse Top 40 van 18-04-1981 t/m 23-06-1981 | Then the music stopped in de Nederlandse Top 40 van 18-04-1981 t/m 23-06-1981 | Then the music stopped in de Nederlandse Top 40 van 18-04-1981 t/m 23-06-1981 | Then the music stopped in de Nederlandse Top 40 van 18-04-1981 t/m 23-06-1981 | Then the music stopped in de Nederlandse Top 40 van 18-04-1981 t/m 23-06-1981 | Then the music stopped in de Nederlandse Top 40 van 18-04-1981 t/m 23-06-1981 | Then the music stopped in de Nederlandse Top 40 van 18-04-1981 t/m 23-06-1981 | Then the music stopped in de Nederlandse Top 40 van 18-04-1981 t/m 23-06-1981 |
| Week                                                                          | 1                                                                             | 2                                                                             | 3                                                                             | 4                                                                             | 5                                                                             | 6                                                                             | 7                                                                             | 8                                                                             | 9                                                                             |                                                                               |
| ----------------------------------------------------------------------------- | ----------------------------------------------------------------------------- | ----------------------------------------------------------------------------- | ----------------------------------------------------------------------------- | ----------------------------------------------------------------------------- | ----------------------------------------------------------------------------- | ----------------------------------------------------------------------------- | ----------------------------------------------------------------------------- | ----------------------------------------------------------------------------- | ----------------------------------------------------------------------------- | ----------------------------------------------------------------------------- |
| Positie                                                                       | 32                                                                            | 23                                                                            | 17                                                                            | 14                                                                            | 12                                                                            | 11                                                                            | 15                                                                            | 20                                                                            | 35                                                                            | uit                                                                           |

| Then the music stopped in de Nationale Hitparade van 25-04-1981 t/m 07-10-1981 | Then the music stopped in de Nationale Hitparade van 25-04-1981 t/m 07-10-1981 | Then the music stopped in de Nationale Hitparade van 25-04-1981 t/m 07-10-1981 | Then the music stopped in de Nationale Hitparade van 25-04-1981 t/m 07-10-1981 | Then the music stopped in de Nationale Hitparade van 25-04-1981 t/m 07-10-1981 | Then the music stopped in de Nationale Hitparade van 25-04-1981 t/m 07-10-1981 | Then the music stopped in de Nationale Hitparade van 25-04-1981 t/m 07-10-1981 | Then the music stopped in de Nationale Hitparade van 25-04-1981 t/m 07-10-1981 | Then the music stopped in de Nationale Hitparade van 25-04-1981 t/m 07-10-1981 | Then the music stopped in de Nationale Hitparade van 25-04-1981 t/m 07-10-1981 | Then the music stopped in de Nationale Hitparade van 25-04-1981 t/m 07-10-1981 | Then the music stopped in de Nationale Hitparade van 25-04-1981 t/m 07-10-1981 | Then the music stopped in de Nationale Hitparade van 25-04-1981 t/m 07-10-1981 |
| Week                                                                           | 1                                                                              | 2                                                                              | 3                                                                              | 4                                                                              | 5                                                                              | 6                                                                              | 7                                                                              | 8                                                                              | 9                                                                              | 10                                                                             | 11                                                                             |                                                                                |
| ------------------------------------------------------------------------------ | ------------------------------------------------------------------------------ | ------------------------------------------------------------------------------ | ------------------------------------------------------------------------------ | ------------------------------------------------------------------------------ | ------------------------------------------------------------------------------ | ------------------------------------------------------------------------------ | ------------------------------------------------------------------------------ | ------------------------------------------------------------------------------ | ------------------------------------------------------------------------------ | ------------------------------------------------------------------------------ | ------------------------------------------------------------------------------ | ------------------------------------------------------------------------------ |
| Positie                                                                        | 16                                                                             | 12                                                                             | 19                                                                             | 13                                                                             | 10                                                                             | 13                                                                             | 15                                                                             | 22                                                                             | 45                                                                             | 39                                                                             | 50                                                                             | uit                                                                            |

| Then the music stopped in de Vlaamse Ultratop 30 van 09-05-1981 t/m 20-06-1981 | Then the music stopped in de Vlaamse Ultratop 30 van 09-05-1981 t/m 20-06-1981 | Then the music stopped in de Vlaamse Ultratop 30 van 09-05-1981 t/m 20-06-1981 | Then the music stopped in de Vlaamse Ultratop 30 van 09-05-1981 t/m 20-06-1981 | Then the music stopped in de Vlaamse Ultratop 30 van 09-05-1981 t/m 20-06-1981 | Then the music stopped in de Vlaamse Ultratop 30 van 09-05-1981 t/m 20-06-1981 | Then the music stopped in de Vlaamse Ultratop 30 van 09-05-1981 t/m 20-06-1981 | Then the music stopped in de Vlaamse Ultratop 30 van 09-05-1981 t/m 20-06-1981 | Then the music stopped in de Vlaamse Ultratop 30 van 09-05-1981 t/m 20-06-1981 |
| Week                                                                           | 1                                                                              | 2                                                                              | 3                                                                              | 4                                                                              | 5                                                                              | 6                                                                              | 7                                                                              |                                                                                |
| ------------------------------------------------------------------------------ | ------------------------------------------------------------------------------ | ------------------------------------------------------------------------------ | ------------------------------------------------------------------------------ | ------------------------------------------------------------------------------ | ------------------------------------------------------------------------------ | ------------------------------------------------------------------------------ | ------------------------------------------------------------------------------ | ------------------------------------------------------------------------------ |
| Positie                                                                        | 23                                                                             | 20                                                                             | 18                                                                             | 19                                                                             | 23                                                                             | 30                                                                             | 34                                                                             | uit                                                                            |

| Then the music stopped in de Vlaamse BRT Top 30 van 09-05-1981 t/m 27-06-1981 | Then the music stopped in de Vlaamse BRT Top 30 van 09-05-1981 t/m 27-06-1981 | Then the music stopped in de Vlaamse BRT Top 30 van 09-05-1981 t/m 27-06-1981 | Then the music stopped in de Vlaamse BRT Top 30 van 09-05-1981 t/m 27-06-1981 | Then the music stopped in de Vlaamse BRT Top 30 van 09-05-1981 t/m 27-06-1981 | Then the music stopped in de Vlaamse BRT Top 30 van 09-05-1981 t/m 27-06-1981 | Then the music stopped in de Vlaamse BRT Top 30 van 09-05-1981 t/m 27-06-1981 | Then the music stopped in de Vlaamse BRT Top 30 van 09-05-1981 t/m 27-06-1981 | Then the music stopped in de Vlaamse BRT Top 30 van 09-05-1981 t/m 27-06-1981 |
| Week                                                                          | 1                                                                             | 2                                                                             | 3                                                                             | 4                                                                             | 5                                                                             |                                                                               | 6                                                                             |                                                                               |
| ----------------------------------------------------------------------------- | ----------------------------------------------------------------------------- | ----------------------------------------------------------------------------- | ----------------------------------------------------------------------------- | ----------------------------------------------------------------------------- | ----------------------------------------------------------------------------- | ----------------------------------------------------------------------------- | ----------------------------------------------------------------------------- | ----------------------------------------------------------------------------- |
| Positie                                                                       | 20                                                                            | 21                                                                            | 16                                                                            | 18                                                                            | 27                                                                            | uit                                                                           | 15                                                                            | uit                                                                           |